# Hemijska struktura
Hemijska struktura obuhvata geometriju molekula, elektronsku strukturu i kristalnu strukturu molekula. Geometrija molekula se odnosi na prostorni aranžman atoma u molekulu i hemijske veze koje spajaju atome. Geometrija molekula može da ide od veoma jednostavne, kao što je kod diatomskog molekula, kiseonika ili azota, do veoma kompleksne, kao kod proteina ili DNK molekula.Geometrija molekula se može grubo prikazati koristeći strukturne formule. Elektronska struktura opisuje okupiranost molekulskih orbitala.

## Determinacija strukture
Determinacija strukture u hemiji je proces određivanja hemijske strukture molekula. Krajnji rezultat tog procesa je određivanje koordinata atoma u molekulu. Metodi kojima se određuje struktura molekula obuhvataju spektroskopiju, kao što je nuklearna magnetna rezonancija (NMR), infracrvena spejtroskopija i Ramanova spektroskopija, elektronska mikroskopija, i kristalografija X-zracima (difrakcija X-zraka). Kristalografija može da proizvede tri-dimenzionalne modele na rezoluciji atomske-skale, dokle god su kristali dostupni, jer su za difrakciju X-zraka neophodne brojne kopije studiranog molekula, koje takođe moraju da budu orijentisane na uređen način.
Ovo su uobičajene metode određivanja hemijske strukture:
- difrakcija X-zraka
- Protonski NMR
- Ugljenik-13 NMR
- Masena spektrometrija
- Infracrvena spektrometrija

Ovo su često korištene metode za određivanje elektronske strukture:
- Elektron-spin rezonanca
- Ciklična voltametrija
- Elektronska apsorpciona spektrometrija
- X-zrak fotoelektron spektrometrija